# Ward Kimball

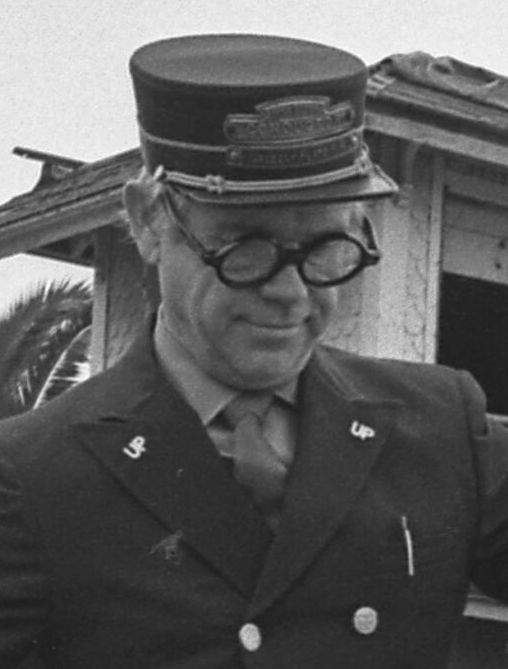
Ward Kimball (1976)

Ward Walrath Kimball (* 4. März 1914 in Minneapolis; † 8. Juli 2002 in Los Angeles) war ein US-amerikanischer Regisseur und Trickfilm-Animator sowie Jazzposaunist und Bandleader. Er zählte zu Disney’s Nine Old Men.

## Leben
Kimball wurde nach der Highschool Zeitschriften-Illustrator und studierte in Kalifornien an der Santa Barbara School of Art. Ab 1934 arbeitete er in den Walt Disney Studios und wirkte an der Character animation bekannter Disney-Charaktere mit wie Jiminy Cricket in Pinocchio (1940), Tweedledee und Tweedledum in Alice im Wunderland (1949) und Lucifer the Cat in Cinderella (1950). Außerdem fungierte Ward für Disney als Regisseur der Kurzfilme Toot, Whistle, Plunk and Boom (1953), welcher der erste CinemaScope-Zeichentrickfilm war, und It’s Tough to Be a Bird (1969), der mit dem Oscar (Bester animierter Kurzfilm) ausgezeichnet wurde. In seinem Garten betrieb er a 1942 die Grizzly Flats Railroad, die Walt Disney zum Bau ähnlicher Eisenbahnen inspirierte. 1954 trat er in einer Episode der Fernsehserie You Bet Your Life von Groucho Marx auf. Während der 1950er Jahre produzierte er Filme für die Fernsehreihe Disneyland, so beispielsweise den oscarnominierten Dokumentar-Kurzfilm Man in Space (mit Wernher von Braun); in den 1960ern arbeitete er am Script des Fantasy-Filmmusicals Babes in Toyland mit und war an der Konzeption von Themenparks wie World of Motion beschäftigt, bevor er sich 1972 zur Ruhe setzte. 1989 erhielt er die Auszeichnung Disney Legends in der Kategorie Animation & Imagineering.
Während seiner Zeit bei Disney leitete er mit befreundeten Disney-Mitarbeitern wie Frank Thomas die Dixieland-Jazz-Band Firehouse Five Plus Two. Mit der Band legte er einige Singles (Goes to Sea) und Langspielplatten vor und trat ab den 1940er Jahren in Clubs, Colleges und auf Jazzfestivals auf. In der Besetzung mit Kimball, Johnny Lucas (Trompete), Clarke Mallery (Klarinette), Frank Thomas (Piano), Harper Goff (Banjo), Ed Penner (Bass, Sousaphon), Jim McDonald (Schlagzeug) entstanden in Hollywood 1949 erste Aufnahmen für das Label Good Time Jazz (Firehouse Stomp).

## Diskografische Hinweise
- Firehouse Five – Vol. 5: Firehouse Five Plus Two Goes South! (Good Time Jazz, 1954)
- Firehouse Five Plus Two – At Disneyland
- Firehouse Five Plus Two – Crashes a Party (Good Time Jazz)
- Firehouse Five Plus Two – Dixieland Favorites (Good Time Jazz)
- Firehouse Five Plus Two – Around The World (Fantasy)

## Filmografie (Auswahl)
- 1934: Die kluge kleine Henne (The Wise Little Hen) – Animation
- 1935: Die Schildkröte und der Hase (The Tortoise and the Hare) – Animation
- 1936: Toby Schildkröt schlägt sie alle (Toby Tortoise Returns) – Drehbuch
- 1937: Schneewittchen und die sieben Zwerge (Snow White and the Seven Dwarfs) – Animation
- 1938: Ferdinand, der Stier (Ferdinand the Bull) – Animation
- 1938: Mother Goose Goes Hollywood – Animation
- 1939: Donald auf Prominentenjagd (The Autograph Hound) – Animation
- 1940: Pinocchio – Animationsregie
- 1940: Fantasia – Animation
- 1941: Dumbo, der fliegende Elefant (Dumbo) – Animationsregie
- 1942: Mickys Geburtstagsparty (Mickey’s Birthday Party) – Animation
- 1942: Drei Caballeros im Sambafieber (Saludos Amigos) – Animation
- 1943: Victory Through Air Power – Animation
- 1943: Reason and Emotion – Animation
- 1944: Drei Caballeros (The Three Caballeros) – Animation
- 1946: Make Mine Music
- 1946: Willi der singende Wal (Willie the Operatic Whale) – Animation
- 1947: Disneys wackere Helden (Fun & Fancy Free) – Animation
- 1948: Musik, Tanz und Rhythmus (Melody Time) – Directing Animator
- 1949: The Legend of Sleepy Hollow – Animation
- 1949: Die Abenteuer von Ichabod und Taddäus Kröte (The Adventures of Ichabod and Mr. Toad) – Directing Animator
- 1950: Aschenputtel (Cinderella) – Directing Animator
- 1951: Alice im Wunderland (Alice in Wonderland) – Directing Animator
- 1953: Peter Pan – Directing Animator
- 1953: Die Musikstunde (Toot Whistle Plunk and Boom) – Animation
- 1955: Man in Space (Folge 20 der Serie Disneyland)
- 1956–1966: Disneyland (TV-Serie) – Animation
- 1964: Mary Poppins – Animation
- 1967: Scrooge McDuck and Money – Animation
- 1969: It’s Tough to Be a Bird – Regie
- 1971: Die tollkühne Hexe in ihrem fliegenden Bett (Bedknobs and Broomsticks) – Animation